# Any Youth
Any Youth è un cortometraggio muto del 1916 scritto, diretto e interpretato da Allen Holubar. Prodotto dalla Victor Film Company, il film aveva come altri interpreti Dorothy Phillips e Hector Sarno.

## Produzione
Il film fu prodotto dalla Victor Film Company.

## Distribuzione
Distribuito dall'Universal Film Manufacturing Company, il film - un cortometraggio in una bobina - uscì nelle sale cinematografiche statunitensi il 7 luglio 1916.